# MROH8
MROH8 es una proteína que en humanos está codificada por el gen MROH8. La proteína codificada por este gen pertenece a la familia de repetición de tipo maestro calor. No se conoce la función exacta de este gen. Sin embargo, en un estudio de asociación de todo el genoma que utilizó la atrofia del hipocampo como rasgo cuantitativo, este gen se ha asociado con la enfermedad de Alzheimer. Alternativamente, se han encontrado variantes de transcripción empalmadas que codifican diferentes isoformas para este gen.